# Markleeville (Kalifornija)
Markleeville je naseljeno područje za statističke svrhe u američkoj saveznoj državi Kalifornija. Prema popisu stanovništva iz 2010. u njemu je živjelo 210 stanovnika.